# Pacaje
Le Llaqta pacaje, pacaxe, pakaše ou pacase, est la structure socio-territoriale et politique du peuple Pacajes de l'altiplano pré-colombien, situé autour de la rivière Desaguadero et ayant sa capitale à Caquiaviri. Les structures étatiques altiplaniennes autour du lac Titicaca, c'est-à-dire les structures Qolla, Lupaqa, et Pacase, sont qualifiées de « royaumes » par les chroniqueurs de l'époque coloniale, en raison du haut niveau d'organisation des états altiplaniens.
La chefferie Pacase entretient des relations diplomatiques avec les Lupaqa, mais est considérée comme moins organisée. L'entité contribue à maintenir l'état de guerre permanent dans l'altiplano andin. 
Les pacses détiennent plusieurs colonies sur la côte occidentale andine, dans le cadre du système économique de l'« archipel vertical », censé exploiter un ensemble divers d'écosystèmes.